# Karl Schneider (Szenenbildner)
Karl Schneider (* 19. Juli 1916 in Berlin; † 18. Dezember 1996 in Daun/Eifel) war ein deutscher Filmarchitekt, Szenenbildner und Maler. Karl Schneider war als Filmarchitekt bzw. Szenenbildner für zahlreiche Filme seit den späten 1940er Jahren und Fernsehproduktionen seit den 1960er Jahren sowie als Bühnenbildner für mehrere Theater tätig. Er gilt, so 1988 die Begründung zur Verleihung des Filmbandes in Gold, „als einer der wichtigsten Filmarchitekten des deutschen Nachkriegsfilms“.

## Leben und Werk
Karl Schneider wuchs in Berlin-Köpenick auf, besuchte ab 1929 die Schulfarm Insel Scharfenberg und studierte von 1933 bis 1936/37 an der Berliner Kunstakademie Malerei.
1948 begann er, obwohl mit seiner Familie in West-Berlin wohnend, seine Tätigkeit bei der neu gegründeten DEFA in Babelsberg. In der Folgezeit entwarf er die Bauten zu zahlreichen Filmen. Seine Spezialität war die stimmige, nie aufdringliche Ausstattung von Filmen, für die er Räume entwarf, die vielfältige Spielmöglichkeiten eröffneten und zugleich die Dramaturgie bildlich verdichteten. Dafür stehen in besonderer Weise die Filme „Der Untertan“ (Regie: Wolfgang Staudte) und „Die Elenden“ (Regie: Jean-Paul Le Chanois). Um die phantasievoll-experimentelle Ausstattung des Märchenfilms „Das tapfere Schneiderlein“ (Regie: Helmut Spieß) kam es im Rahmen des auslaufenden „Formalismusstreits“ in der DDR zu Kontroversen, die dem Kinoerfolg des Films jedoch keinen Abbruch taten. Als Teil dieser Kontroverse (und an Unstimmigkeiten zwischen dem in Aussicht genommenen Regisseur Wolfgang Staudte und Bertolt Brecht) scheiterte das Projekt, Brechts Theaterstück „Mutter Courage“ zu verfilmen. Und der Film „Sonnensucher“ (Regie: Konrad Wolf) wurde zunächst aus politischen Gründen verboten und konnte erst 1972 im DDR-Fernsehen gezeigt werden. Bei der DEFA arbeitete Karl Schneider bis 1958 nicht nur mit den erwähnten Regisseuren, sondern u. a. auch mit Herbert Ballmann, Erich Engel, Falk Harnack, Otto Meyer und Arthur Pohl zusammen.
Nach dem Ende seiner Tätigkeit für die DEFA 1958 schuf er – 1960 zog die Familie nach Düsseldorf, 1967 nach Daun/Eifel um – ab demselben Jahr die Ausstattung mehrerer bundesdeutscher Filmproduktionen und arbeitete u. a. mit den Regisseuren Wolfgang Becker, Géza von Cziffra, Ernst Hofbauer, Harald Vock und Eugen York zusammen. In Israel war er u. a. für den Film „Der Blaumilchkanal“ (Regie: Ephraim Kishon) tätig.
Im Laufe der 1960er Jahre verlagerte sich der Schwerpunkt seiner Arbeit deutlich hin zu Fernsehproduktionen. Er entwarf und realisierte die Ausstattung zu Opernfilmen (Regie: Werner Kelch), Marlitt-Verfilmungen (Regie: Herbert Ballmann), Krimis (u. a. „Tatort“) und zahlreichen Fernsehspielen, darunter auch Mehrteiler wie „Der eiserne Gustav“ (Regie: Wolfgang Staudte, 7 Teile) und „Blut und Ehre – Jugend unter Hitler“ (Regie: Bernd Fischerauer, 4 Teile). Dabei arbeitete er (außer mit den genannten Regisseuren) u. a. mit Wilm ten Haaf, Vojtěch Jasný, Gig Malzacher, Rudolf Nussgruber, Sigi Rothemund, Rolf von Sydow, Tom Toelle und Michael Verhoeven zusammen.
Parallel war er immer wieder auch als Bühnenbildner tätig, u. a. für Theateraufführungen in Baden-Baden („Suzy Wong“, „Die Diebin von London“, „Der König stirbt“, „Menschen und Mäuse“; Regie: Hannes Tannert) und in Wien („Die Polizei“, „Audienz“ und „Vernissage“; Regie: Vojtěch Jasný).
1985 zog er sich aus dem aktiven Berufsleben zurück und widmete sich – zusammen mit seiner Frau Traute Schneider – ganz der Malerei, die er nie hatte ruhen lassen.
1988 wurde er „für langjähriges und hervorragendes Wirken im deutschen Film“ mit dem Filmband in Gold (Deutscher Filmpreis, gestiftet vom Bundesminister des Innern) ausgezeichnet. Ende der 1980er Jahre übernahm das Filmmuseum Düsseldorf den gesamten Nachlass aus seiner Berufstätigkeit und öffnete 1993 seine Tore mit einer Sonder-Ausstellung „Karl Schneider. Ein Maler, der Bilder baut“. Karl Schneider starb 1996 im Alter von 80 Jahren in seiner Wahlheimat Daun/Eifel.

## Filmografie
In Klammern: Die Namen derjenigen, die gemeinsam mit Karl Schneider für die Bauten verantwortlich zeichneten.

### Kinofilme
- 1948/49 Quartett zu fünft (zus. mit Erich Zander u. Artur Günther)
- 1949 Die blauen Schwerter (zus. mit Erich Zander)
- 1950 Familie Benthin (zus. mit Erich Zander, Artur Schwarz u. Wilhelm „Willi“ Depenau)
- 1950 Die Jungen vom Kranichsee (zus. mit Erich Zander)
- 1951 Das Beil von Wandsbek (zus. mit Erich Zander)
- 1951 Der Untertan (zus. mit Erich Zander)
- 1951 Corinna Schmidt (zus. mit Erich Zander)
- 1951/52 Schatten über den Inseln (zus. mit Erich Zander)
- 1952/53 Die Unbesiegbaren (zus. mit Willy Schäfer u. Richard Hermens)
- 1953 Die Kaiserin von China (zus. mit Kurt Herlth)
- 1954 Hexen (zus. mit Alfred Schulz)
- 1954 Der Teufel vom Mühlenberg (zus. mit Alfred Schulz u. Karl Bekker)
- 1955 Robert Mayer – Der Arzt aus Heilbronn (zus. mit Willy Schäfer, Karl Bekker u. Marianne Poppe)
- 1955/56 Eine Berliner Romanze (zus. mit Alfred Drosdeck)
- 1956 Das Traumschiff
- 1956 Das tapfere Schneiderlein (zus. mit Karl Bekker)
- 1956 Tinko (zus. mit Karl Bekker)
- 1957/58 Sonnensucher
- 1957/58 Die Elenden/Les Miserables (zus. mit Sergei Pimenow)
- 1958 Geschwader Fledermaus (zus. mit Alfred Drosdeck)
- 1958 Peter Voss der Millionendieb (zus. mit Hans-Jürgen Kiebach u. Hanns Kuhnert)
- 1958 Der eiserne Gustav (zus. mit Hans Berthel)
- 1958/59 Schlag auf Schlag (zus. mit Gabriel Pellon)
- 1959 Alle Tage ist kein Sonntag (zus. mit Willi A. Herrmann)
- 1959 Morgen wirst du um mich weinen (zus. mit Otto Erdmann)
- 1964 Nebelmörder
- 1964 Sabbat-Legende
- 1964/65 Ein Ferienbett mit 100 PS
- 1967 Heißes Pflaster Köln
- 1968 Der Dybuk/The Dybbuk
- 1969 Der Blaumilchkanal
- 1969 Unser Doktor ist der Beste
- 1970 Nachts, wenn Dracula erwacht

### Fernseharbeiten
- 1963 Der Postillon von Lonjumeau
- 1963/64 Tiefland
- 1964 Die Dame mit dem Spitzentuch (Filmreihe Interpol)
- 1964 Tod um die Ecke (Filmreihe Interpol)
- 1964 Hereinspaziert… Die Zirkuswelt des Frank Wedekind
- 1965 Panoptikum
- 1965 Das Apostelspiel
- 1967/68 Was man so die Liebe nennt
- 1968 Nur kein Cello
- 1968 Carl Schurz
- 1970 Der Minister und die Ente
- 1970 Der schwarze Graf, TV-Serie
- 1971 La Femme, Le Mari et La Mort oder die Schwierigkeit, seinen Mann umzubringen
- 1971 Wölfe und Schafe
- 1971 Alter Film wird wieder jung
- 1971 Mr. Tingling stellt ein
- 1972 Tatort: Wenn Steine sprechen
- 1972 Das Geheimnis der alten Mamsell (Fernsehfilm)
- 1972 Monsieur Chasse oder wie man Hasen jagt
- 1973 Im Schillingshof
- 1973 Frühlingsfluten
- 1974 Auguste Bolte
- 1974 Im Hause des Kommerzienrates
- 1975 Tatort: Tod eines Einbrechers
- 1975 Rest des Lebens. Die Herausforderung
- 1975/76 Kann ich noch ein bisschen bleiben
- 1975/76 Seniorenschweiz; Regie
- 1976 Nur bitte nicht heut‘ Nacht
- 1977 Fairy
- 1977 Tatort: Finderlohn
- 1977 Die Kette, 2 Teile
- 1978 Meine dicke Freundin
- 1978/79 Der eiserne Gustav, 7 Teile
- 1980 Spiegel
- 1980 Die Gräfin vom Chamissoplatz
- 1980/81 Blut und Ehre – Jugend unter Hitler, 4 Teile
- 1983/84 Das schöne irre Judenmädchen
- 1984 Der Granitkopp